# 駐日アルバニア大使館
駐日アルバニア大使館（アルバニア語: Ambasada e Shqipërisë në Japoni、英語: Embassy of Albania in Japan）は、アルバニアが日本の首都東京に設置している大使館である。在東京アルバニア大使館（アルバニア語: Ambasada e Shqipërisë në Tokio、英語: Embassy of Albania in Tokyo）とも。

## 歴史
1912年11月28日、アルバニアがオスマン帝国からの独立を宣言。1922年4月、日本とアルバニアの間で外交関係が樹立される。
1930年6月20日に両国は初の通商条約を締結し、1935年には大使館や公使館に先立って在大阪アルバニア名誉領事館が設置されたが、第二次世界大戦が勃発する直前の1939年4月、イタリアがアルバニアを侵攻してイタリアの保護国に組み込んだことにより、大日本帝国は独立した主権国家としてのアルバニアとの国交を失った。
1981年3月、アルバニア社会主義人民共和国と日本国の間で国交が再開される。東京の大使館が開設されるまでは、北京の在中華人民共和国大使館が駐日大使館を兼轄していた。
2005年12月、東京に駐日アルバニア大使館が開設される。ただし、開設当初はファトス・カーチク臨時代理大使が常駐する兼勤駐在官事務所であった。
2009年4月、兼勤駐在官事務所に代わって特命全権大使が常駐する正式な大使館に昇格。同年6月10日、東京常駐では初代となるブヤール・ディダ大使が皇居で信任状を捧呈した。

## 所在地
| 日本語   | 〒104-0045 東京都中央区築地六丁目4-8 北國新聞ビル4階                    |
| 英語     | Hokkoku Shimbun Bldg. 4th Floor, Tsukiji 6-4-8, Chuo-ku, Tokyo 104-0045 |
| アクセス | 東京メトロ日比谷線築地駅1番口、もしくは都営大江戸線築地市場駅A1出口     |

## 大使
2024年10月24日より、エルマル・ムチャが特命全権大使を務めている。